# Claira
Claira – miejscowość i gmina we Francji, w regionie Oksytania, w departamencie Pireneje Wschodnie. Przez miejscowość przepływa rzeka Agly. 
Według danych na rok 1990 gminę zamieszkiwało 2117 osób, a gęstość zaludnienia wynosiła 109 osób/km² (wśród 1545 gmin Langwedocji-Roussillon Claira plasuje się na 183. miejscu pod względem liczby ludności, natomiast pod względem powierzchni na miejscu 396.).

## Populacja

Populacja Claira w latach 1962–2008